# ماكوتو شيباهارا
ماكوتو شيباهارا (باليابانية: 柴原 誠) (23 أبريل 1992 في شيزوكا في اليابان – )؛ هو لاعب كرة قدم ياباني سابق كان يلعب كلاعب وسط.

## وصلات خارجية
- ماكوتو شيباهارا على موقع رابطة كرة القدم اليابانية للمحترفين (اليابانية)
- ماكوتو شيباهارا على موقع قاعدة بيانات كرة القدم.إي يو (الإنجليزية)
- ماكوتو شيباهارا على موقع Soccerway.com (الإنجليزية)
- ماكوتو شيباهارا على موقع عالم كرة القدم.نت (الإنجليزية)
- ماكوتو شيباهارا على موقع كووورة